# Adolf Humborg

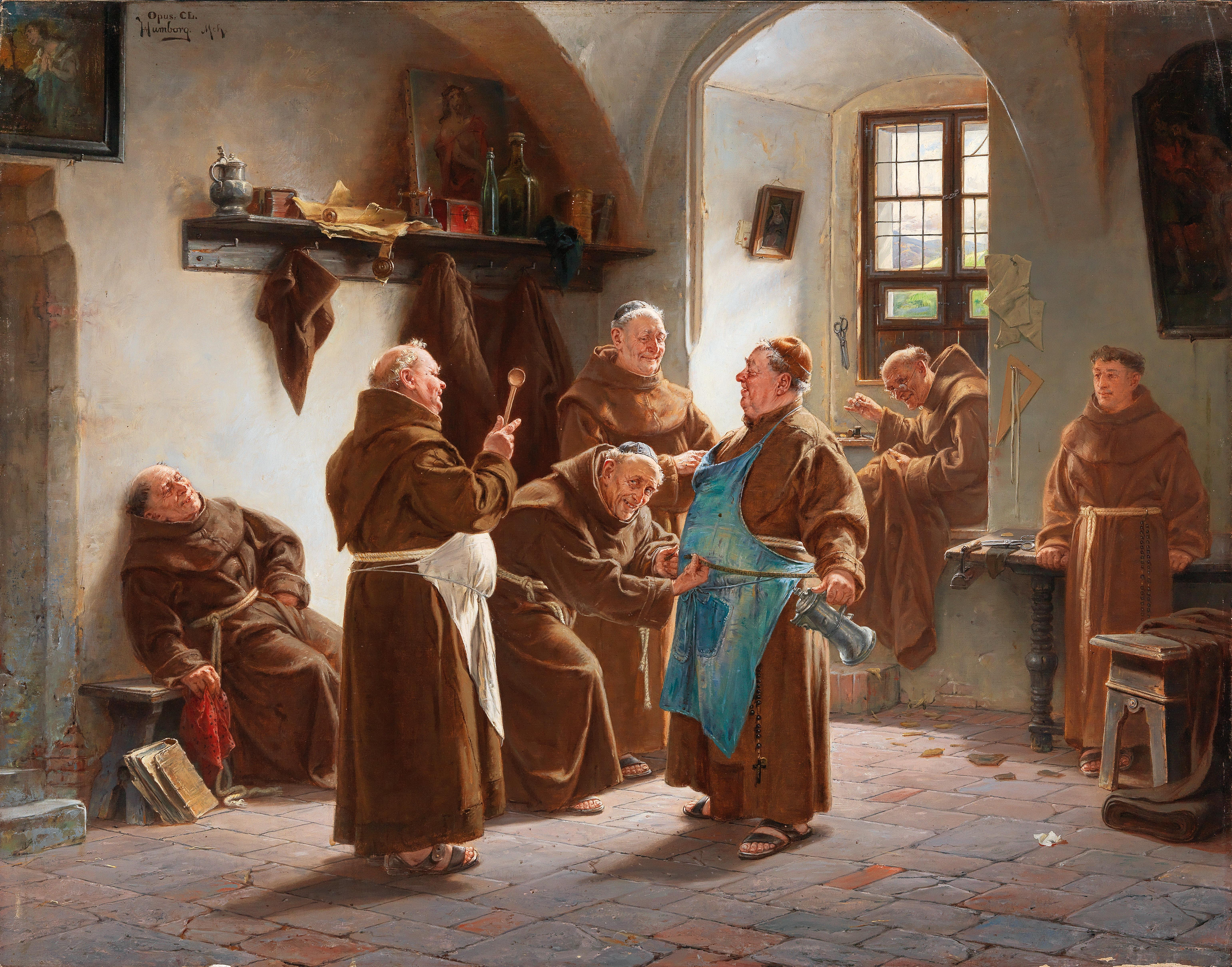
Wer ist schlanker?

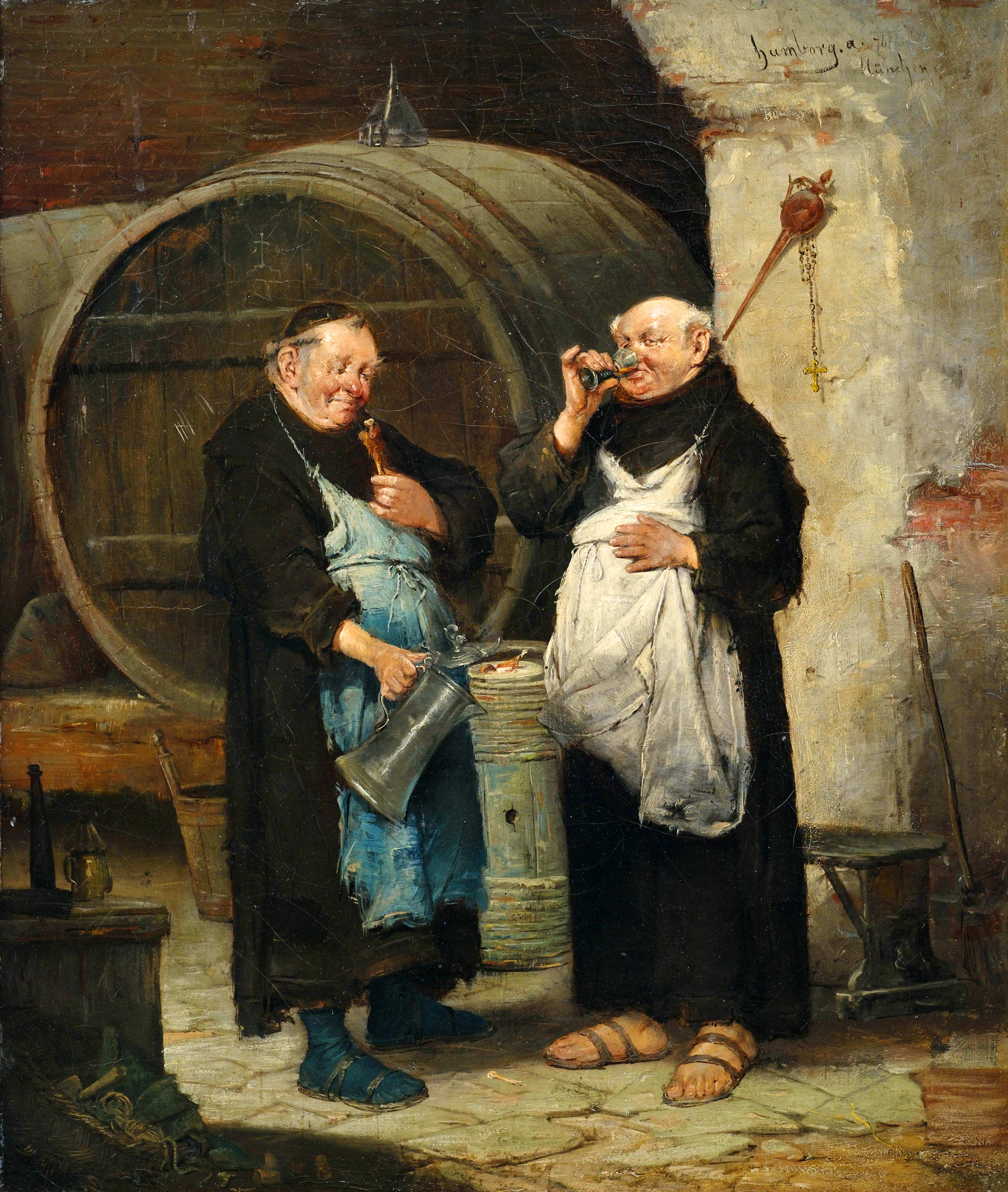
Zwei Mönche im Weinkeller

Adolf Humborg (* 18. Januar 1847 in Oravicabánya, Kaisertum Österreich; † 14. April 1921 in München) war ein aus dem Banat stammender deutscher Genremaler.

## Leben
Humborg war zunächst Kaufmannspraktikant in Temesvár und nahm als solcher Zeichenunterricht bei Franz Komlóssy. 1865 schickte er Arbeiten an Friedrich Friedländer in Wien und Carl Piloty in München. 1867 ging er nach Wien, wo er zunächst bei Matthäus Aigner in die Lehre ging. Er studierte von 1867 bis 1872 an der Akademie der Bildenden Künste Wien bei Peter Johann Nepomuk Geiger, Carl Wurzinger und Eduard von Engerth.
Er setzte sein Studium von November 1872 bis 1875 an der Königlichen Akademie der Künste München bei Sándor Wagner fort. 1876 war Humborg mit seiner Arbeit Besuch in der Klosterküche erfolgreich, wonach er sich, auch angeregt von den Bildern Eduard Grützners, dem Malen von Klosterbildern und humorvollen Szenen aus dem Mönchsleben widmete. Viele seiner Werke wurden in illustrierten Zeitschriften abgebildet.
Humborg wurde 1876 Mitglied der Münchner Künstlergenossenschaft. 1887 unternahm er eine Studienreise nach Ägypten, Palästina und Italien. Von 1897 bis 1913 lebte er wegen eines Kehlkopfleidens in Saint-Girons im Süden Frankreichs, an der spanischen Grenze, dann zog er nach München, wo er die deutsche Staatsangehörigkeit erhielt. Von 1879 bis 1897 und 1911 stellte er Werke im Münchener Glaspalast aus. Er stellte auch in London aus, wo er für seine Werke 1988 eine Goldmedaille, 1893 eine Silbermedaille und 1894 eine Bronzemedaille erhielt.
1997 fand in Düsseldorf zum 150. Geburtstag des Künstlers eine Ausstellung seiner Werke statt.